# Джартаргуль
Джартаргуль — село в Черлакском районе Омской области России. Административный центр Курумбельского сельского поселения.

## История
Основано в 1913 году. В 1928 г. аул Джартдгуль состоял из 35 хозяйств, основное население — киргизы. В составе Батбакульского сельсовета Крестинского района Омского округа Сибирского края.
В соответствие с Законом Омской области от 30 июля 2004 года № 548-ОЗ «О границах и статусе муниципальных образований Омской области» село возглавило муниципальное образование «Курумбельское сельское поселение».

## Население
| 2010 |
| ---- |
| 208  |

Гендерный состав
По данным Всероссийской переписи населения 2010 года в гендерной структуре населения из 208 человек мужчин — 92, женщин — 116 (44,2 и 55,8 % соответственно).
Национальный состав
В 1928 г. основное население — казахи (в то время именовались как киргизы).
Согласно результатам переписи 2002 года, в национальной структуре населения русские составляли 42 %, казахи 31 % от общей численности населения в 362 чел..

## Инфраструктура
Администрация МО «Курумбельское сельское поселение».

## Транспорт
Просёлочная дорога.